# 武德儋
武德儋（1963年2月3日—），又稱武德擔，男性，海阳省青沔县人，越南政治人物。

## 人物经历
武德儋曾担任越南政府办公厅副司长、司长、秘书、政府总理武文杰助理，北宁省人民委员会副主席，邮政电信部副部长，越共广宁省委副书记、省人民委员会主席，越共广宁省委书记等职务。
2011年，回到河内，出任越南政府办公厅主任、部长等职务。2013年，升任越南政府副总理。2019年10月至12月，武德儋曾一度接替阮氏金进出任越南卫生部党组书记，在越南爆发新冠疫情期间，武德儋负责主持越南政府应对疫情工作。期间，属下卫生部长阮青龙因越亞公司核酸檢測試劑盒價格虛高案被开除党籍公职。主管卫生部门的武德儋也受到卫生部腐败案件影响，在2023年1月与范平明一同被越南国会免去政府副总理职务。其所主管的业务则由新任命的政府副总理陈红河接替。